# John Howard Szerman

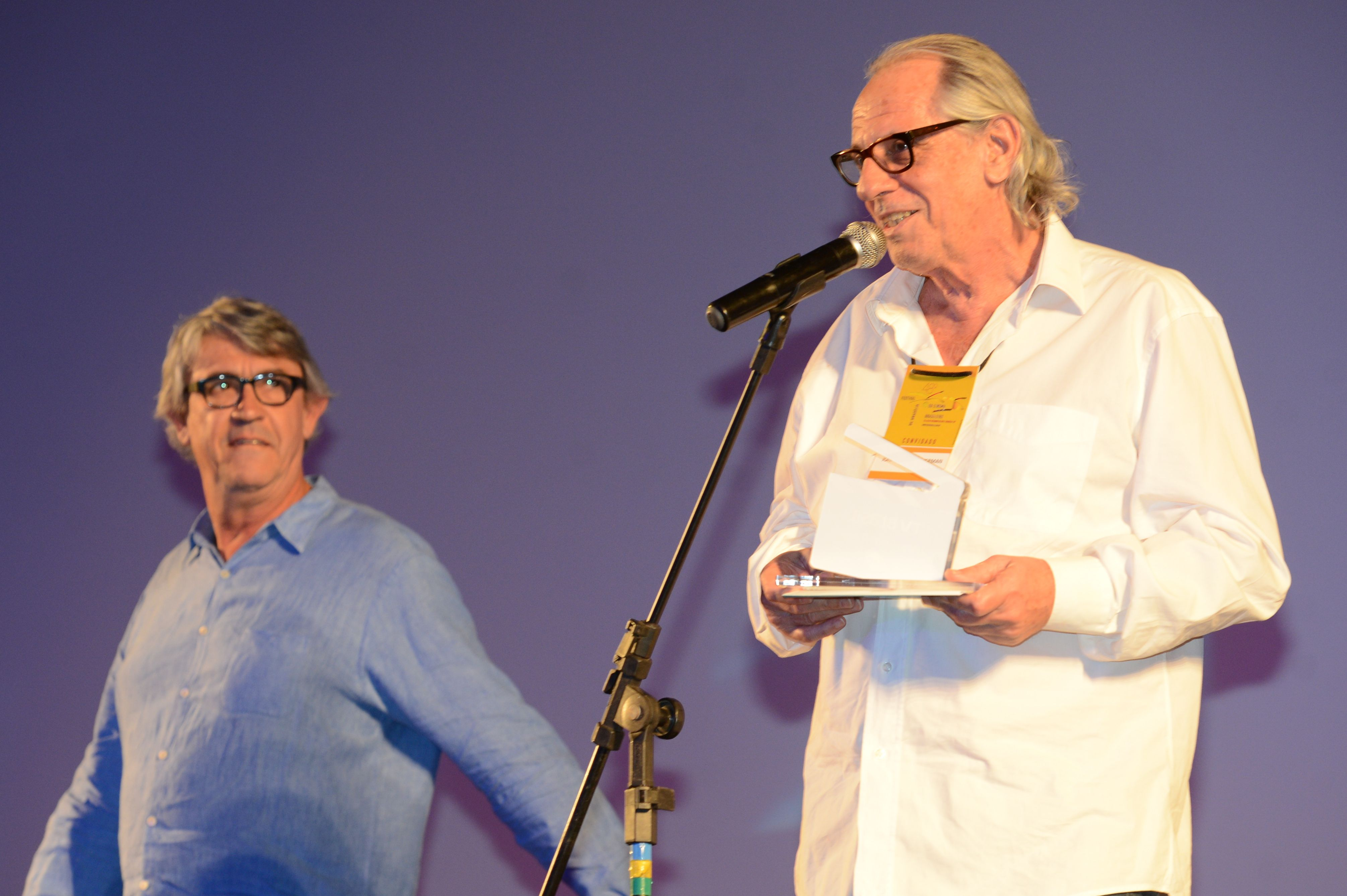
John Howard Szerman, diretor do longa Santoro - o Homem e sua Música, vencedor do Prêmio Exibição TV Brasil no 48º Festival de Brasília. Gerente de Programação da TV Brasil Walter Silveira entregou o prêmio (Fabio Rodrigues Pozzebom/Agência Brasil)

John Howard Szerman (Londres, 3 de maio de 1947), é um cineasta inglês radicado no Brasil. Fez mestrado em cinema e televisão no The Royal College of Art em Londres entre 1973-1975. Seus pais, Jakub Szerman e Rywka Szerman (Hecht de solteira) eram poloneses judeus que viveram o holocausto. O pai foi partisan e lutou na resistência à invasão nazista parte na Polônia e parte na antiga União Soviética. Rywka foi escolhida pela sua família para sobreviver. É pai do ator Sacha Bali.

## Carreira
Em 1975, dirigiu seu primeiro longa metragem: "Assim Falava Zaratustra" do livro de Nietzsche com duração de 635 minutos. Fotógrafo desde os 14 anos de idade, enveredou pelo teatro inicialmente no TUCA (Teatro Universitário Carioca). Trabalhou  na peça Roda Viva e depois com o Grupo Oficina como ator nas peças: "O Poder Negro" e "Galileu Galilei".
Contratado por Guilherme Araújo Produções Artísticas, foi fotógrafo de Caetano Veloso, Gilberto Gil, Os Mutantes, Jorge Ben Jor, entre outros. Em Londres, como produtor e diretor, fez documentários com Caetano Veloso e Gilberto Gil e diversos curta metragens.
De volta ao Brasil em 1977, foi Cameraman do filme "A idade da Terra", de Glauber Rocha. Em 1989 foi diretor artístico e de programação da TV Búzios. Contratado pela Rede Manchete, foi editor dos programas "C&A Shop Show" e "Documento Especial". Na TV Bandeirantes, dirigiu o programa "Caravana do Amor".

### Eventos
No ano de 1993, cria a ONG "Conferência Nacional de Cultura - CULT", realizando no mesmo ano a CULT-93, com a temática: Ética, Cidadania e Cultura, em Brasília no Senado Federal, e em 1999, a CULT-99 no Museu de Arte Moderna do Rio de Janeiro, sob o tema: Juventude e Cultura na Agenda Política da Virada do Milênio. Realizou um grande evento com Lobão, Casseta&Planeta e Gilberto Gil no Ginásio Nilson Nelson, em Brasília. Levou apresentações de Stanley Jordan, Betty Carter, Stanley Clarke e O Mistério das Vozes Búlgaras a Brasília. Produziu o I Festival Universitário de Brasília, na Concha Acústica, trazendo shows de PatoFu, Arnaldo Antunes, RUMBORA e DR.JAH. 
Organizou a Mostra "Viva o Cinema Brasileiro!", que continha fotos, cartazes, figurinos e painéis gigantes, e a exibição de filmes que traçam a história do cinema brasileiro. Essa Mostra teve lugar no Museu de Arte Moderna do Rio de Janeiro (1985); no Parkshopping de Brasília e no Shopping Crystal Plaza de Coritiba (1997); no Plaza Shopping em Niterói, na Fábrica da Pólvora e na Cinemateca Portuguesa, em Lisboa, e no Museu de Arte Moderna da Bahia (1998); no Palácio Rio Negro, em Manaus (2000); no Armazém SEBRAE, em Maceió (2001); na CAIXA CULTURAL de Brasília (2004); e no Festival de Brasília do Cinema Brasileiro (2005); Curador e produtor executivo da Mostra: "Ciclo Freud 150 Anos: O Cinema No Divã", nos Centros Culturais Banco do Brasil, do Rio de Janeiro, São Paulo e Brasília (2007); Curador e Produtor executivo da Mostra: "O Cinema e a Lei" e coordenador do projeto: "Festival de Vídeos das Escolas Públicas de Salvador" (2010).

## Filmografia
- 1971 - Produtor, Diretor e Diretor de fotografia do filme:"Caetano Veloso: O Tesouro da Juventude";

Diretor e Co-diretor de fotografia com Peter Biziou do filme: "Notting Hill Gate: A Colina da Porta do Nada.";
- 1973 - Co-diretor de fotografia com Ricardo Aronovich do filme: "Rit Folie or Who is afraid of David Cooper ?", de Luiz Eduardo Prado;

Roteirista, Produtor, Diretor e Montador dos filmes: "Cry, Baby Cry";"Rooms"; e "Footage Filmed", com texto de Bertolt Brecht;
- 1974 - Roteirista, Produtor, Diretor e Montador do filme: "Machine Gun", sobre a música de Jimi Hendrix;

Roteirista, Produtor, Diretor e Montador da série de filmes: "Onesecondfilm", de I a VIII;
- 1975 - Produtor, Diretor, Diretor de fotografia e Montador do filme: "Ballet Variations";

Diretor de fotografia do filme: "The Wolfman", de Mitch Davies; Produtor, Diretor, Diretor de fotografia e Montador do filme: "Thus Spoke Zarathustra"; Diretor de fotografia do filme: "On Company Business", de Allan Frankovich;
- 1976 - Co-roteirista com Guel Arraes e Carlos Henrique Maranhão do filme: "Os Nossos Homens São As Nossas Montanhas";
- 1977 - Roteirista, Diretor, Diretor de fotografia e Montador dos filmes: "Sem Título", "Illuminations", "Projection", "Horror Movie" e "Duel";

Exibição de parte dos filmes produzidos em Londres e no Brasil sob o título: "O Paranóico É o Único Que Tem Consciência da Perseguição de Que é Vítima" na Cinemateca do MAM-RJ;
- 1978 - Cameraman do filme: "A Idade da Terra" de Glauber Rocha;

Diretor de fotografia dos filmes: "Beira de Estrada", de Ricardo Sollberg; "Linhas Cruzadas", de Lael Rodrigues;"Fragmento de Um Discurso Amoroso", de Ricardo Miranda; "A Nostalgia do Branco", de Ricardo Miranda;
- 1979 - Produtor e Diretor de fotografia do filme: "Sugarloaf", de Toca Seabra;

Técnico de som do filme: "Yê, boi", de Paulino de Abreu; Diretor de fotografia do filme: "Revolução de 32", de Ângela Fagundes;
- 1980 - Diretor de fotografia dos filmes: "Maria da Penha", de Norma Bengell; e "No Mundo da Lua", de Bruno Wainer;

Técnico de som dos filmes: " Acupuntura ", de Milton Alencar Jr.;"Câmera Baixa", de Marco Antonio Simas; "Babilônia Revisitada", de Pompeu Aguiar; e "Deixa Falar", de Iole de Freitas; Cameraman do filme: "Savage Harvest Documentary", de Laura Morgan; Técnico de som do programa: "Projeto Jari", da série "Horizon" da BBC TV, direção de Viv King; Cameraman das TV Specials: "Jorge Amado" e "PT: Partido dos Trabalhadores", da Rai TV, repórter Piero Custodia; 
- 1981 - Cameraman do filme: "Corações a Mil", de Jom Tob Azulay;

Técnico de som dos filmes: "Rio, Gosto de Você", de Alex Vianny; "Barraca da Barra", de Roberto Maia; "Na Terra do Antes", de Luis Fernando Sampaio; e "Posseiros", de Roberto Maia; "LYGYTHYMAHDEPHEZADAHONRA" e "ATODELITUOSOIMPUNE", de Lúcio Aguiar; 
- 1982 - Diretor de fotografia do filme: "O Avião", de Bernardo Carvalho;

Diretor de fotografia e Montador do filme: "I Encontro Comunitário da Colônia Juliano Moreira", de Hugo Denizart;
Cameraman da TV Special: "Brasiliens Schwieriger Weg Zur Demokratie", da TV ZDF, reportagem de Hermann Arfert;
Técnico de som do filme: "Três Palhaços e Um Menino", de Milton Alencar Jr.
- 1983 - Técnico de som dos filmes: "Pena Prisão", de Sandra Werneck;e "O Povo das Ruas", de Soly Levy; Produtor e Diretor de fotografia dos filmes: "O Prisioneiro da Passagem",de Hugo Denizart; "Stade du Mirroir", de Sylvia de Alencar;

- 1984 - Diretor de fotografia do filme: "Exu Piá: Coração de Macunaíma", de Paulo Veríssimo;

Diretor de fotografia e Montador do filme: "Filme Sobre Filme", de Renata Almeida Magalhães; Técnico de som do filme: "As Aventuras de um Paraíba", de Marco Altberg;
- 1985 - Técnico de som e Montador dos filmes: "A Batalha da Alimentação" e "A Batalha dos Transportes", de Cacá Diegues;
- 1986 - Diretor de fotografia dos filmes: "Acre-Doce",[6] de Juarez Precioso; "Cidadão Jatobá",[7] de Maria Luiza Aboim; "O Mico Leão Preto", de Ademir Ferreira; e "Uaká", de Paula Gaetan;

Técnico de som dos filmes: "Fonte da Saudade", de Marco Altberg; "Áquila Por Toda Cidade", de Wilson Coutinho; e "Garganta", de Dodô Brandão;
Roteirista dos filmes: "The Hut" e "The Small Assassin"
- 1987 - Cameraman dos filmes:"Um Trem Para As Estrelas", de Cacá Diegues; e "O Rei do Rio", de Fábio Barreto;

Roteirista dos filmes:"Bunny Girl" e "Ruffy";
- 1988 - Técnico de som dos filmes: "Natal da Portela", de Paulo César Saraceni; e "Au Bout Du Rouleau", de Giles Behat;

Cameraman da TV Special para o programa: "The Cook Report", reportagem de Roger Cook;
- 1990 - Diretor de fotografia do episódio: "A Violência Mora Ao Lado", da série "Pousada Búzios", direção de Luciano Sabino;

Diretor artístico e de programação contratado pela TV Búzios; Editor contratado para o programa semanal: "C&A Shop Show", da TV Manchete; Produtor, Diretor e Editor de um TV Special: "I Terra e Democracia", idealizado por Betinho;
- 1991 - Editor contratado para o programa semanal: "Documento Especial", da TV Manchete, direção de Nelson Hoineff;
- 1992 - Roteirista do filme: "De Volta Ao Gabinete do Dr.Caligari";

Diretor do programa diário da TV Bandeirantes-Rio: "Caravana do Amor";
- 1999 - Diretor de seis programas de TV sobre o "Projeto Cena Aberta", dos Ministérios da Cultura e do Trabalho;
- 2000 - Fundador e Integrante do Conselho Administrativo da TV Mercosul
- 2003 - Co-roteirista com Flávio Cardoso do filme: "Shomrim: Os Guardiões";
- 2007 - Roteirista do filme:"Santoro: O Homem e Sua Música";[8]
- 2009/2010 - Diretor da série de programas: "Horizontes", veículado na TV Câmara;
- 2013 - Produtor, Diretor e Diretor de fotografia do filme: "Santoro: O Homem e Sua Música".

## Prêmios
- 1969 - 3º Prêmio do I Salão da Bússola do Museu de Arte Moderna do Rio de Janeiro com o trabalho conjunto com Dilmen Mariani e Miguel Paiva: "Objeto Não-Identificado";
- 1974 - Prêmio de roteiro de curta metragem de ficção com o filme: "Cry,Baby Cry", British Film Institute (BFI);
- 1986 - Prêmio Sol de Prata de melhor fotografia de curta metragem em 35mm no festival RIOCINE com o filme: "Acre-Doce", de Juarez Precioso;
- 1987 - Prêmio  Kikito no Festival de Gramado pelo som direto do filme: "Fonte da Saudade", de Marco Altberg;[9]

- 1988 - Prêmio Candango do Festival de Brasília do Cinema Brasileiro de melhor fotografia de longa metragem em 16mm com o filme: "Uaká", de Paula Gaetan.[10]
- 2015 - Indicado na competição oficial do 48º Festival de Brasília do Cinema Brasileiro em 2015, ganhou os seguintes prêmios: Prêmio Exibição TV Brasil, Troféu Câmara Legislativa na categoria longa metragem para Melhor Filme, Melhor Diretor e Melhor Trilha Sonora, Prêmio Marco Antônio Guimarães para Melhor Pesquisa Cinematográfica  pelo filme Santoro- O Homem e Sua Música